# Université d'État de Saint-Pétersbourg d'Ingénierie et d'Économie
L'Université d'État de Saint-Pétersbourg d'Ingénierie et d'Économie est l'une des plus anciennes universités en Russie et est également connu sous le sigle ENGECON (en russe :ИНЖЭКОН)
L'université a une antenne internationale en dehors de la fédération de Russie à Dubaï.

## Histoire

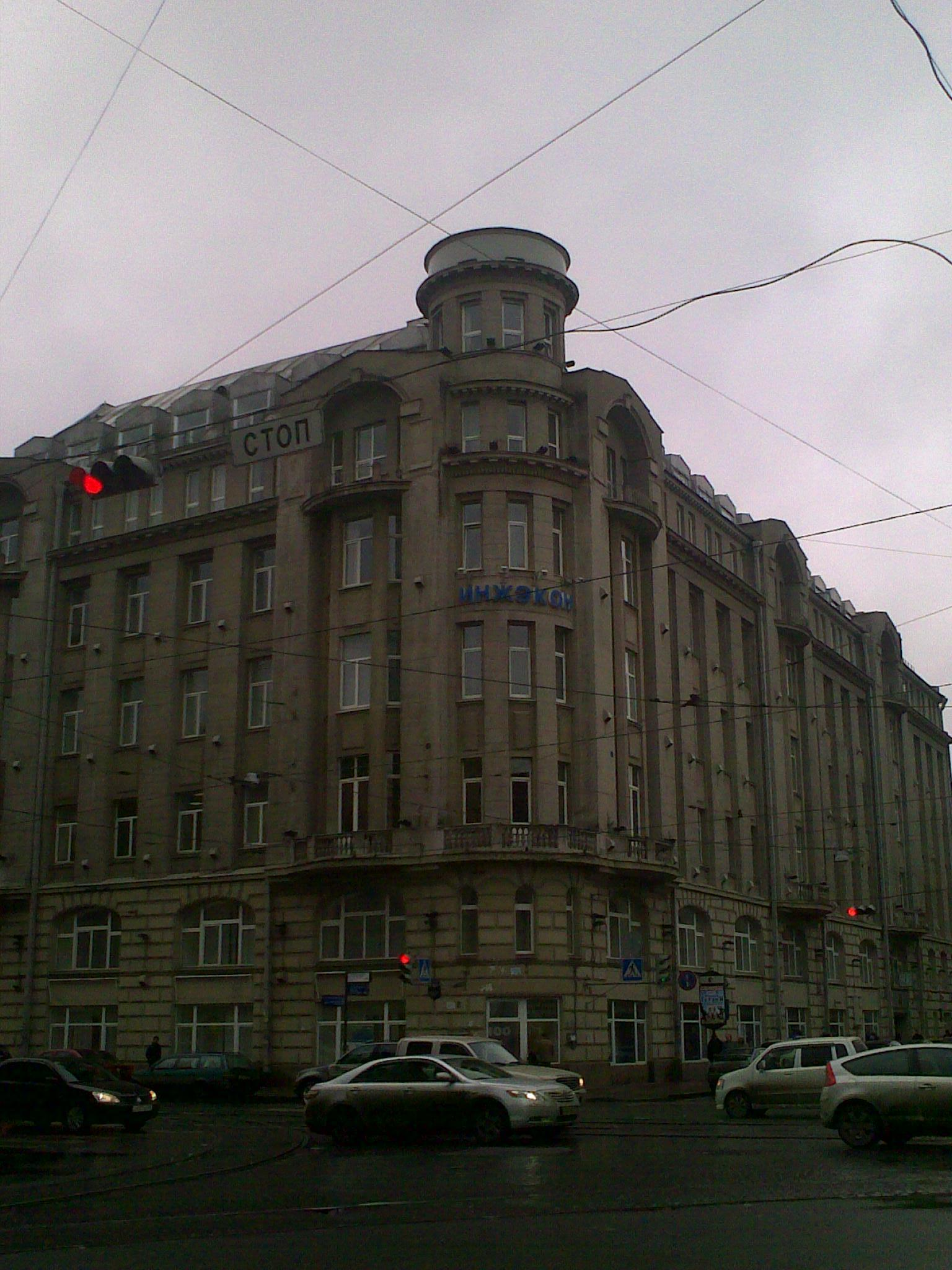
Bâtiment principal de l’université ENGECON, rue Marat 27

L'histoire de l'université commence en 1897 avec des cours supérieur de commerce de M. Mikhaïl Pobedinski. Ces cours sont immédiatement devenus populaires chez les jeunes étudiants, parce qu'ils se distinguent par un grand professionnalisme dans l'enseignement et l'orientation pratique dans la formation des spécialistes. En 1904 le Fondateur a réformé le système de formation de spécialistes, ciblent les besoins du développement en Russie du Commerce et de l'Industrie. la formation des spécialistes été base sur le programme des écoles supérieures d'économie d'Allemagne. En 1906 ces cours acquièrent le statut d'institution d'enseignement supérieur : On peut considérer que 1906 est l'année de la fondation de UESPBIE (en russe :СПбГИЭУ)

## Facultés
- École supérieure d'économie et de gestion
- Sciences humaines
- Direction Générale
- Les systèmes d'information en économie et en gestion
- Droits et la sécurité économique
- D'entreprise et des Finances
- Économie régionale et gestion
- Tourisme et  de l'industrie des hôtels
- Économie et gestion en ingénierie
- Logistique et transport
- Économie et gestion dans l'industrie chimique et de gestion de l'environnement

la représentation de ENGECON dans les Émirats arabes unis a été fondé en 2005 dans la zone économique libre «Knowledge Village» 

## Célèbres diplômés et étudiants de l'Université
- Grigori Stepanovitch Koubiatine, voyageur et journaliste ;
- Viatcheslav Fedorovitch Krassavine, lieutenant-général de la police ;
- Aleksandr Kerjakov, footballeur russe ;
- Alexeï Mordachov[5], milliardaire ;
- Evgeni Plushenko[6],patineur artistique ;
- Vitali Saveliev, homme d'affaires ;
- Semion Spivak, directeur de théâtre et  metteur en scène ;
- Anatoli Tchoubaïs[7], homme politique, économiste, oligarque et chef d'entreprise ;
- Lev Zaïkov, secrétaire général du Comité exécutif de la Ville de Leningrad.